# Imbolo Mbue
Imbolo Mbue (n. 1982, Limbé, Provincia de Sud-Vest, Camerun, Camerun) este o scriitoare americană. Pentru romanul ei de debut, Behold the Dreamers (în română: Țara visată), a primit în 2017 PEN/Faulkner Award.

## Leben
Imbolo Mbue a crescut în Limbé, un oraș de coastă din sud-vestul Camerunului. La 17 ani a plecat în Statele Unite ale Americii, unde rudele i-au finanțat educația. Ea a urmat Rutgers University din New Jersey, s-a mutat la New York și a absolvit Columbia University. Apoi a lucrat în cercetarea pieței pentru o companie media.
Ca urmare a crizei financiare americane, Mbue și-a pierdut locul de muncă și a rămas șomeră timp de un an și jumătate. A fost deziluzionată de viața în SUA și de Visul American, care nu este la îndemâna tuturor. La acea vreme, s-a gândit să se întoarcă în Camerun.
Mbue locuiește cu soțul și copiii ei în Midtown Manhattan, New York, și este cetățean american din 2014.

## Opere

### Romane
- Behold the Dreamers. Random House, New York, 2016, ISBN: 978-0-8129-9848-1.

### Eseuri
- How to Vote as an Immigrant and a Citizen. În: The New York Times, 20 octombrie 2016.
- „With every inch, the challenge multiplies“: me and my afro. În: The Guardian, 4 februarie 2017.

### Povestiri
- Emke. În: The Threepenny Review, iarna 2015.
- A Reversal. în: Bakwa Magazine, 13 noiembrie 2017.